# Germantown, Philadelphia
Germantown är en stadsdel i Philadelphia (inkorporerad 1854 genom Act of Consolidation). Här utkämpades Slaget vid Germantown 1777, under amerikanska självständighetskriget.

## Historia

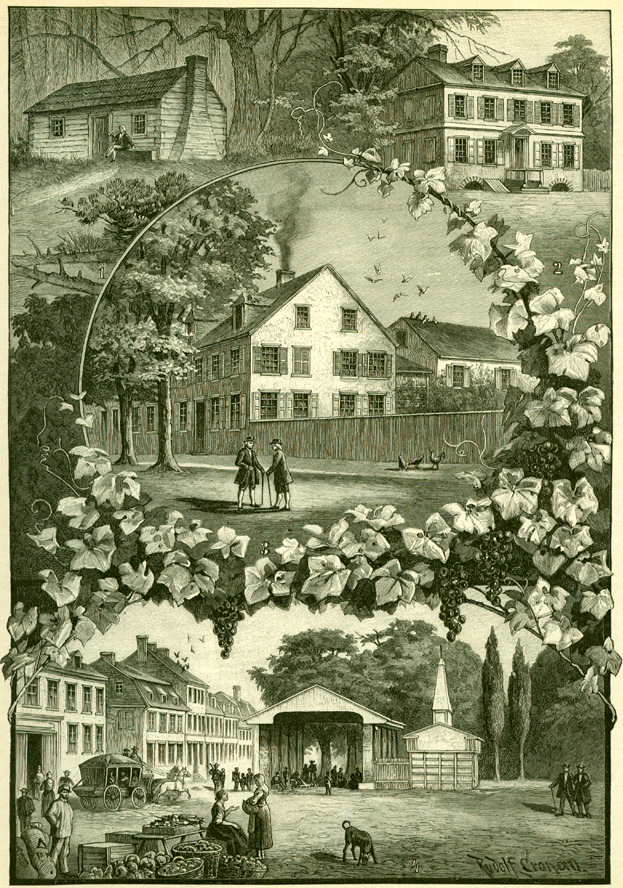
Gamla Germantown.

Germantown grundades av tysktalande bosättare, 13 kväkare och mennonitiska familjer från Krefeld, 1681. Än i dag firas minnet av detta den 6 oktober varje år, som en helgdag vid namn Tysk-amerikanska dagen.

### Fotnoter
1. ↑  Reuters: German American Day 2008 Arkiverad 15 juli 2009 hämtat från the Wayback Machine.
2. ↑  The Library of Congress: Chronology 'The Germans in America'

- Wikimedia Commons har media som rör Germantown, Philadelphia.